# Medalla dels Guardacostes
La Medalla dels Guardacostes (anglès: Coast Guard Medal) és una condecoració dels Estats Units, creada el 4 d'agost de 1949 per Harry S. Truman. Se situa entre la Creu dels Vols Distingits i l'Estrella de Bronze; i és equivalent a les medalles del del Soldat, de la Marina i el Cos de Marines i de l'Aviador. Les concessions posteriors s'indiquen mitjançant estrelles d'or.
És atorgada a qualsevol persona que, mentre servia amb els Guarda costes, es distingeix per heroisme sense estar en conflicte amb un enemic armat. Ha d'haver estat un acte de valentia voluntari inesperat i davant un greu perill. Durant el salvament d'una vida, el receptor ha d'haver demostrat valentia amb risc de la seva vida.
Va ser creada mitjançant la Llei 207 del 81è Congrés dels Estats Units, del 4 d'agost de 1949. El disseny correspon a Thomas Hudson Jones, de l'Institut d'Heràldica de l'Exèrcit.
Si bé va ser autoritzada el 1949, no va ser fins al 1958 que es concedí. Els primers receptors van ser els Contramestres de 3a classe Earl Leyda i Raymond Johnson, que la van rebre al juny de 1958.

## Disseny
Feta de bronze, i de forma octogonal (igual que la Medalla del Soldat i la Medalla de la Marina i del Cos de Marines), al centre hi figura l'escut dels Guardacostes enmig d'un cable (en referència tant al servei naval com a la perfecció dels ideals en servei de l'home).
Penja d'una cinta amb les puntes i el centre decorats en blau cel. Entremig, hi ha una franja blanca que conté 3 franges vermelles (els colors són presos dels de l'escut dels Guardacostes).